# Principio di de Saint Venant
Il principio di de Saint-Venant, che deve il nome al matematico ed ingegnere francese de Saint-Venant, afferma che, se su una base di un solido (di materiale omogeneo, isotropo ed elastico lineare) agiscono sistemi di forze diverse ma aventi uguale risultante, allora le forze interne nel solido sono uguali nei vari casi se considerate oltre una certa distanza dalle basi detta distanza di estinzione. 

## Descrizione
La distanza alla quale non si avvertono più gli effetti del sistema di forze dipende dalla forma della superficie e dalle sue dimensioni. 
In realtà occorre che la superficie sia piuttosto ristretta rispetto alle dimensioni del corpo, e che sia soggetta a forze soltanto in corrispondenza delle basi, ovvero si ipotizza a priori che esistano solo le forze {\displaystyle \sigma _{z}}, {\displaystyle \tau _{zx}} e {\displaystyle \tau _{zy}} mentre {\displaystyle \sigma _{x}=\sigma _{y}=\tau _{xy}=0}.
Possono pertanto considerarsi nulle le forze di volume così come le forze agenti sulla superficie laterale.
Tuttavia questa teoria nella realtà è limitata per 3 motivi:
- Geometrico: il corpo può essere non perfettamente cilindrico pertanto si richiede che le aree delle sezioni siano piccole rispetto alla lunghezza della linea d'asse.
- Statico: il corpo può essere soggetto a forze applicate anche fuori dalle basi; a questo proposito si immagini una trave sulla quale agisce una forza nel centro.
- Cinematico: le travi sono vincolate a incastri, appoggi, cerniere ecc., che non permettono tutti gli spostamenti previsti da una deformazione congruente (compatibile cioè col modello cinematico adottato).

A tal proposito, quindi, nella realtà si usa la teoria delle travi, che può essere considerata come l'estensione naturale della teoria di de Saint Venant.
Il modello di trave di de Saint-Venant è un'approssimazione che consente la risoluzione del problema elastico per un corpo solido. Questa soluzione è stata dedotta soltanto per un solido di forma particolare, materiale particolare e soggetto a un'opportuna distribuzione di carichi esterni; tuttavia, grazie al principio di de Saint-Venant, quasi tutti i problemi tecnici sono assimilabili a questo tipo di trattazione teorica.
Lo studio del solido di de Saint Venant può essere ricondotto a 6 casi di sollecitazione semplice:
- Sforzo normale
- Flessione semplice
- Taglio
- Momento torcente
- Pressoflessione
- Taglio deviato